# 74 Pułk Piechoty Armii Krajowej
74 Pułk Piechoty AK „Chrobry” – jednostka sił zbrojnych Armii Krajowej.

## Historia
Jednostka została utworzona na początku 1944 w ramach akcji odtwarzania struktur Wojska Polskiego sprzed 1939. Wchodził w skład 7 Dywizji Piechoty  w Okręgu Radomsko-Kieleckim Armii Krajowej. 74 pp. AK wziął udział w akcji „Burza”.

## Struktura organizacyjna
W październiku 1944
- dowódca pułku: mjr Roztoka – Adam Szajna
- sztab: adj. ppor. Jednoróg – Bronisław Pietruszka
- kwaterm.: ppor. Marian – Tadeusz Gugler
- inform.: por. Rak – Antoni Jacuński
- kapelan: ks. kap. Burza – Stanisław Czernik
- lekarz: dr por. Tulipan – Jerzy Kasperski
- zwiad konny 7 dp „Wisienka”: ppor. Pikador – Marian Nitecki
- pluton osłony radia 7 dp: ppor. Stanisław – NN
- baon I „LAS”: por. Marcin – Mieczysław Tarchalski, adj. por. Robotnik – Bronisław  Skóra-Skoczyński
  - 1 komp. ppor. Szkot – Fryderyk Serafiński
  - 2 komp. por. Andrzej – Florian Antoni Budniak (zastępca dowódcy batalionu)
  - 3 komp. ppor. Alm – Józef Kasza
- baon II „WOJNA”: kpt. Przebój – Franciszek Pieniak, adj. ppor. Jeż – Andrzej Konarski
  - 4 komp. por. Malinowski – Eugeniusz Smarzyński
  - 5 komp. ppor. Boryna – Tadeusz Kamliński
  - 6 komp. por. Smok – NN Grelus
- komp CKM por. Dąb – Jan Pytlewski